# Knebel Vig
Knebel Vig är en vik i Danmark. Den ligger i Region Mittjylland, i den centrala delen av landet. Viken har anslut till Kalø Vig.